# Heinrich Steiger

Heinrich Steiger

Heinrich Steiger (* 18. Mai 1862 in Schönau; † 5. März 1943 in Berlin-Lichterfelde) war ein deutscher Landwirt und Politiker (Zentrum).

## Leben und Beruf
Nach dem Abitur nahm Steiger ein Studium an der Landwirtschaftlichen Hochschule Hohenheim auf, welches er mit der Prüfung zum Diplom-Landwirt beendete. Er arbeitete seit 1886 als Landwirtschaftslehrer in Hohenwestedt und wurde 1888 zum Direktor einer Landwirtschaftsschule in Bassum ernannt. Seit 1910 führte er den Titel Ökonomierat.
Steiger engagierte sich in landwirtschaftlichen Verbänden, war von 1894 bis 1896 Generalsekretär des Reichsverbands der landwirtschaftlichen Genossenschaften und von 1896 bis 1899 Generalsekretär des landwirtschaftlichen Hauptvereins in Hannover. Er war von 1899 bis 1923 Vorstandsmitglied der Landesgensossenschaftsbank Hannover und wurde 1924 Verwaltungsratsmitglied der Provinzial-Landeskreditanstalt Hannover.

## Politische Tätigkeit
Steiger war Mitglied der Zentrumspartei. Er war von 1924 bis 1928 Mitglied des Reichstags und gehörte von 1928 bis 1933 dem preußischen Landtag an.
Steiger wurde am 18. Februar 1925 als preußischer Staatsminister für Landwirtschaft in die von Ministerpräsident Wilhelm Marx geführte Landesregierung berufen und blieb auch in der von Ministerpräsident Otto Braun geleiteten Folgeregierung im Amt. Am 19. Mai 1932 trat er mit dem gesamten Staatsministerium zurück, führte die laufenden Geschäfte gem. Art. 59 II der Verfassung aber bis zum 25. März 1933 weiter.